# 夢 (アンリ・ルソーの絵)
『夢』（ゆめ、フランス語：La Rêve）は、アンリ・ルソーが1910年に製作した油彩画。ジャングルをテーマとするルソーの25を超える絵の1つである。ルソーが1910年9月2日に死去するまでに制作された最後の作品であり、死去する数か月前の1910年3月18日から5月1日まで、アンデパンダン展で展示された。

## 作品
本作品はルソーが手掛けたジャングルの絵のうち最大の作品で、6フィート8インチ×9フィート9インチ（204.5センチメートル×298.5センチメートル）の大きさである。ルソーの若いころのポーランド人の恋人ヤドヴィガ（Yadwigha）がモデルとされる裸婦が絵の左側に横たわり、ハスの花やジャングルの青々と生い茂った草むらや、鳥、サル、ゾウ、雌雄のライオン、ヘビなどの動物たちをじっと見つめている。
型にはまった方法で描写されているジャングルの植物は、作者ルソーのパリ自然誌博物館（Paris Museum of Natural History）のパリ植物園（Jardin des Plantes）での観察にもとづいている。裸婦の左腕は、ライオンたちと、満月の薄明かりの下、ジャングルの暗がりの中でかろうじて見える、画面の中央で正面を向き縦笛を吹く、黒人のヘビ使いのほうに伸びている。下生えのあいだを滑るように進むピンク色のヘビも描かれている。
ルソーは、鑑賞者が絵の意味を理解しないものもいるかもしれないとして、「『夢』のための献詞 (Inscription pour La Rêve)」と題した詩（以下）を書いて絵に添えた。
| Yadwigha dans un beau rêve S'étant endormie doucement Entendait les sons d'une musette Dont jouait un charmeur bien pensant. Pendant que la lune reflète Sur les fleuves [or fleurs], les arbres verdoyants, Les fauves serpents prêtent l'oreille Aux airs gais de l'instrument. | （試訳）美しい夢のなかのヤドヴィガは おだやかに眠り 正統派魔術師の奏でる 縦笛の音を聞いた 花と青々とした木々を 月が照らし けものや蛇が 縦笛の調べに耳を傾けた |

美術批評家アンドレ・デュポン（André Dupont）あてのルソーの手紙で、ルソーは、ジャングルでフルート奏者に耳をかたむけている夢を見ている、パリの横たわる女性を描いたと書いている。横たわる裸婦という題材は、ティツィアーノの1538年の絵『ウルビーノのヴィーナス』から、マネの1863年の絵『オリンピア』に至る、古典的で伝統的な題材である。ルソーは、作家ゾラと針子の女性とのあいだの愛を題材にした小説『夢想』（Le Rêve）から着想を得たのかもしれない。『夢』を描いているあいだ、ルソーは店員レオニー（Leonie）と恋愛関係にあった。

## 評価
ルソーの初期の諸作品は否定的な評価を受けたが、この作品に対して詩人で批評家のギヨーム・アポリネールは「この絵は美にあふれているということには議論の余地はない。今年は誰も（訳注: この作品を）嘲笑しないだろう」と述べた。 

## その後
1910年2月にフランスの画商アンブロワーズ・ヴォラールがルソーからこの絵を買い取った。1934年1月にニューヨークのノードラー・ギャラリーズ (Knoedler Galleries) を介して、被服製造業者シドニー・ジャニス (Sidney Janis) に販売された。1954年にジャニスはこの絵をネルソン・A・ロックフェラー (Nelson A. Rockefeller) に売り、ロックフェラーはそれを創立25周年となった近代美術館（Museum of Modern Art, MoMA）に寄贈した。この作品は現在も MoMA に収蔵されている。

## 関連する作品
- 『楽園のカンヴァス』 - 原田マハの小説。『夢』を題材としている[3]

## 読書案内
- Henri Rousseau: Dreams of the Jungle,  Werner Schmalenbach (2000). Prestel Publishing. ISBN 3-7913-2409-8 p.58-59